# Legazpi City

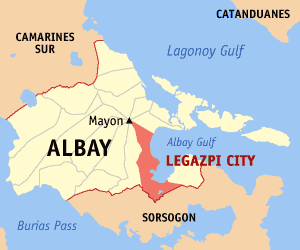
Legazpi Citys läge i Albay

Legazpi City är en stad på Filippinerna som är administrativ huvudort för provinsen Albay samt för Bikolregionen. Den har 196 639 invånare (folkräkning 2015).
Staden är indelad i 70 smådistrikt, barangayer, varav 24 är klassificerade som landsbygdsdistrikt och 46 som tätortsdistrikt.